# Ścieżka edukacyjna
Ścieżki edukacyjne – termin stosowany w polskiej oświacie, określający zestaw treści i umiejętności o istotnym znaczeniu wychowawczym, których realizacja może odbywać się w ramach nauczanych przedmiotów lub w postaci odrębnych zajęć. Decyzje o sposobie realizacji ścieżek edukacyjnych podejmuje zespół nauczycieli uczących w danym oddziale klasowym. Zakres treści poszczególnych Ścieżek edukacyjnych został ustalony w przepisie nazywanym podstawą programową kształcenia ogólnego. Obowiązek realizacji w polskich szkołach został wprowadzony w dniu 1 września 1999 roku. 
Począwszy od II etapu edukacyjnego (klasy IV–VI szkoły podstawowej) obowiązują następujące ścieżki edukacyjne:
- edukacja czytelnicza i medialna,
- edukacja ekologiczna,
- edukacja prozdrowotna,
- wychowanie do życia w społeczeństwie:
  - wychowanie do życia w rodzinie,
  - wychowanie regionalne – dziedzictwo kulturowe w regionie,
  - wychowanie patriotyczne i obywatelskie.

W gimnazjum (III etap edukacyjny) wprowadzono następujące ścieżki edukacyjne:
- edukacja czytelnicza i medialna,
- edukacja ekologiczna,
- edukacja europejska,
- edukacja filozoficzna,
- edukacja prozdrowotna,
- edukacja regionalna – dziedzictwo kulturowe w regionie,
- kultura polska na tle cywilizacji śródziemnomorskiej,
- obrona cywilna.

Likwidacja ścieżek edukacyjnych nastąpiła wraz ze zmianą norm edukacyjnych w 2008 roku.